# Pont de Troja
Pour les articles homonymes, voir Troja.
Le pont de Troja (2014) (en tchèque : Trojský most) est un pont bow-string situé à Prague enjambant la Vltava. Moderne, il a été ouvert au trafic en octobre 2014.

## Description
Le pont mesure 262 mètres de long. Il a été conçu par Mott MacDonald et Koucky Architects et a été construit par Metrostav. Il relie les districts de Troja et de Holešovice. Le pont se distingue par son arceau élancé et son faible rapport hauteur / portée.